# Narcotics Anonymous
Narcotics Anonymous (NA) eller Anonyme Narkomaner er et fællesskab, hvor narkotikaafhængige hjælper andre afhængige til et stoffrit liv.

## Grundlag og ide
Der er med NA tale om en brugerstyret og ikke-kommerciel selvhjælpsgruppe, der bygger på filosofiske og spirituelle principper uden at tilhøre nogen religion eller ideologi. Grundtanken er, at den terapeutiske værdi af en narkotikaafhængigs hjælp til en anden narkotikaafhængig er uden sidestykke. Dette sker bl.a. igennem en mentorordning, der kaldes sponsorship.
Som deltager er det samtidig muligt, men ikke nødvendigt, at følge NA’s behandlingsprogram. Behandlingen i NA bygger på et program med tolv trin, der er inspireret af Anonyme Alkoholikere. NA-programmet indeholder et gudsbegreb, men det er helt op til de enkelte deltagere selv, hvad de hver især vælger at forstå ved gud, der f.eks. kan betyde fællesskabet, gruppen, universet, naturen eller livet eller noget helt andet. Grundtanken er, at stofafhængighed både er en fysisk, psykisk og åndelig sygdom, der må behandles gennem et handlingsprogram med tolv trin:
  1.     Vi indrømmede, at vi var magtesløse overfor vores addiction, at vores liv var blevet uhåndterlige.
  2.     Vi kom til at tro på, at en Magt større end os selv kunne genskabe vores tilregnelighed.
  3.     Vi tog en beslutning om at lægge vores vilje og vores liv over til omsorgen fra Gud, som vi opfattede Ham.
  4.     Vi lavede en søgende og frygtløs moralsk status over os selv.
  5.     Vi indrømmede for Gud, os selv og et andet menneske, vore fejls sande natur.
  6.     Vi var fuldstændig parate til at lade Gud fjerne alle disse karakterdefekter.
  7.     Vi bad Ham ydmygt om at fjerne vores utilstrækkeligheder.
  8.     Vi lavede en liste over alle de mennesker, vi havde gjort fortræd og blev villige til at gøre afbigt overfor dem alle.
  9.     Vi gjorde direkte afbigt overfor disse mennesker, hvor det var muligt, undtagen når dette ville skade dem eller andre.
10.    Vi fortsatte med at gøre personlig status og når vi fejlede, indrømmede vi det straks.
11.    Vi søgte gennem bøn og meditation at forbedre vores bevidste kontakt med Gud, som vi opfattede Ham, idet vi bad kun om kendskab til Hans vilje med os og om styrken til at udføre den.

12.    Da vi havde haft en åndelig opvågnen som resultat af disse trin, forsøgte vi at bringe dette budskab til addicts og at praktisere disse principper i alt, hvad vi foretog os.

## Historie
NA-programmet, officielt grundlagt i 1953, startede som en lille bevægelse i USA, der er vokset til en af verdens ældste og største organisationer af sin art. Næst efter AA, anonyme alkoholikere, der er en beslægtet selvhjælpsgruppe. I maj 2014 afholdtes mere end 63.000 NA-møder i 132 lande.

## I Danmark
Gruppen findes i Danmark, hvor den ugentligt arrangerer møder over en stor del af landet. Der kræves ikke noget formelt medlemskab for at deltage, og deltagerne kan være anonyme. Man behøver ikke at være clean til sit første møde, men deltagelse forudsætter, at man har et ønske om at blive stoffri.